# Juan Estiven Vélez
Juan Estiven Vélez Upegui (Medellín, Colòmbia, 9 de febrer de 1982) és un futbolista colombià que disputà quinze partits amb la selecció de Colòmbia.

## Estadístiques
| Selecció de Colòmbia | Selecció de Colòmbia | Selecció de Colòmbia |
| Anys                 | Partits              | Gols                 |
| -------------------- | -------------------- | -------------------- |
| 2006                 | 4                    | 0                    |
| 2007                 | 6                    | 0                    |
| 2008                 | 5                    | 0                    |
| Total                | 15                   | 0                    |